# Zalai erdeifenyves
A zalai erdeifenyves (mészkedvelő erdeifenyves) a mészkedvelő fenyvesek növénytársulástani csoportjának (Erico–Pinion), tágabb értelemben a xeroterm fenyvesek (Erico–Pinetalia rendjének) egyik növénytársulása. Az edafikus hatásra kialakult, xeroterm erdőtársulás különlegessége, hogy sok benne a kontinentális erdőssztyeppekből áttelepült flóraelem.

## Kialakulása
A társulás reliktum jellegű. A posztglaciális vegetációváltozás eredményeként a Kárpát-medencében tért hódítottak a lomberdők, de termőhelyének szélsőséges viszonyai miatt erről a néhány foltról a mészkedvelő erdeifenyvest nem tudták kiszorítani: körös-körül bükkösök, illetve gyertyános–kocsánytalan tölgyesek nőnek.

## Elterjedése
Elterjedési területének két központja az Alpokban, illetve a Dinaridákban van. Magyarországon három, illetve négy szórványos és erősen zavart (jórészt másodlagos) folton nő a Zalai-dombság északi részén.
Öt ismert termőhelyét az alábbi falvak határában találjuk:
- Alibánfa,
- Nemesapáti,
- Zalaszentiván,
- Pakod,
- Petőhenye.

## Termőhelye
A Zalai-dombság északi részének észak-déli irányú, szőlőkkel, félszáraz gyepekkel, kisebb telepített erdőfoltokkal körülvett gerincein nő pannon kori, meszes homokkőn kialakult, sekély termőrétegű, karbonátmaradványos barna erdőtalajon, illetve váztalajon. A karbonáttartalom miatt a talajok kémhatása lúgos. E talajok vízgazdálkodása rossz; könnyen kiszáradnak.
Egy-egy foltjának társulásként elfogadható minimális kiterjedése 500 m².

## Szerkezete
- A koronaszint domináns faja az erdeifenyő (Pinus sylvestris). A koronaszint magassága 10–15 m, záródása hézagos, 50–70%-os.
- Cserjeszintje feltűnően gazdag, jól fejlett.
- Gyepszintjében a többi fenyves társulástól eltérően tavasszal, nyárutón és ősszel nyíló fajok is megfigyelhetőek. A gyepszint borítása közepes, 60–80%-os
- Mohaszintje jól fejlett, akár a többi erdeifenyves társulásé.

## Jellemző fajok
- A koronaszint gyakorlatilag egyetlen faja az erdeifenyő (Pinus sylvestris). A kedvezőtlen termőhelyi adottságok miatt növekedése rossz; a csenevész törzsek girbegurbák, gyengén feltisztulók.

- Cserjeszintjében az erdeifenyő újulata mellett xerofil és bazofil cserjefajok nőnek:
  - ostorménfa (Viburnum lantana) gyakori,
  - csepleszmeggy (Cerasus (Prunus) fruticosa) egykor tömeges, mára igen megritkult,
  - fürtös zanót (Cytisus nigricans),
  - kutyabenge (Frangula alnus) — érdekesség.

A lombszintben a fehér fagyöngy erdeifenyőn fellépő alfaja (Viscum album ssp. austriacum) jelenik meg.
- Gyepszintjében a melegkedvelő tölgyesek (Quercetalia pubescentis-petraeae) és a cseres–tölgyesek (Quercion petraeae) fajai dominálnak:
  - tollas szálkaperje (Brachypodium pinnatum),
  - ágas homokliliom (Anthericum ramosum),
  - piros gólyaorr (Geranium sanguineum),
  - sudár rozsnok (merev rozsnok, Bromus erectus),
  - fenyérfű (Bothriochloa ischaemum).

Karakterfajok:
- - sárga len (Linum flavum),
  - szürkés ördögszem (Scabiosa canescens var. virens),
  - mezei varfű (Knautia arvensis ssp. rosea),
  - fűzlevelű ökörszem (Buphthalmum salicifolium).

Jellemző még:
- - leánykökörcsin (Pulsatilla grandis),
  - árlevelű len (Linum tenuifolium),
  - tarka nőszirom (Iris variegata),
  - nagy szegfű (Dianthus giganteiformis),
  - csillagőszirózsa (Aster amellus),
  - tarka kosbor (Orchis tridentata),
  - vitéz kosbor (Orchis militaris).

- Az egyébként erősen melegkedvelő társulásnak csupán a mohaszintje fenyves jellegű, olyan fajokkal, mint:
  - pirosszárú moha (Pleurozium schreberi),
  - zöldszárú moha (Pseudoscleropodium purum),
  - nagy borzasmoha (Rhytidiadelphus triquetrus),
  - emeletes moha (Hylocomium proliferum);

de ezek között is feltűnik a melegkedvelő:
- - pusztai tujamoha (Abietinella abietina) és
  - fodros göndörmoha (Tortella tortuosa).